# Jimmy Ellis (boxe anglaise)
Pour les articles homonymes, voir Jimmy Ellis et Ellis.
Jimmy Ellis est un boxeur américain né le 24 février 1940 à Louisville, Kentucky où il est mort le 6 mai 2014.

## Carrière
Vainqueur en amateur des Golden Gloves dans la catégorie poids moyens en 1961, il passe professionnel la même année et remporte le titre vacant de champion du monde de boxe poids lourds WBA le 27 avril 1968 en battant aux points Jerry Quarry. Ellis conserve son titre aux dépens de Floyd Patterson le 19 septembre 1968 mais s'incline face à Joe Frazier par arrêt de l'arbitre à la 5e reprise le 16 février 1970 à l'occasion d'un combat de réunification des ceintures WBA & WBC.